# عبد القادر قويدر
عبد القادر قويدر (1322- 1369 هـ / 1904- 1950 م) شيخ سوري حافظ جامع مقرئ، وفقيه شافعي.

## اسمه
هو الشيخ أبو الحسن عبد القادر بن أحمد بن سليم قويدر الشافعي، الشهير بالعربيلي أو العربيني الدمشقي، والمعروف بالشيخ عبده صمادية.

## ولادته ونشأته
ولد في قرية عربيل وتعرف أيضاً بعربين قرب دمشق سنة 1322هـ/ 1904م. توفي أبوه ولما يبلغ السادسة من عمره، فكفلته والدته، وكانت هي وأخته تعلمان بنات القرية القرآن الكريم، فحفظ عليهما القرآن الكريم على صغره، وكان يقول: (لا أعلم متى حفظت). ثم دخل المدرسة وتلقى مبادئ العلوم، كما أخذ العلم عن خاله الشيخ محمد عبده الحربي.

## مسيرته العلمية
ذهب إلى دمشق وفيها حفظ طيبة النشر، ومن ثم تلقى القراءات العشر الكبرى بمضمنها، ثم العشر الصغرى من الشاطبية والدرة إفرداً ثم جمعا. فبدأ حفظ الطيبة على الشيخ توفيق البابا في المدرسة البادرائية سنة (1343هـ) وقرأ عليه إلى غاية سورة البقرة. وأراد استاذه البابا السفر إلى بيروت فأخذ تلميذه عبد القادر إلى الشيخ عبد الله المنجد شيخ القراء سنة (1345هـ) فحفظ عليه الطيبة في جامع السنجقدار في خمسة أشهر تقريباً وبدأ عليه بالإفراد لقالون إعادةً، بعد أن كان مفرداً على أستاذه البابا من قالون لخلف عن حمزة، وبعدها أتم عليه الإفراد للعشرة والجمع الصغير، يعني أهل سما، بتقديم يعقوب وأبي جعفر على الشامي، وأتم العشر الأول سنة (1346هـ) وذلك بحضور حسن الأسطواني. وفي سنة (1348هـ) ختم أول ختمة جماعة، جمعاً للعشر في الصلاة.

## إجازته
أجازه شيخه عبد الله المنجد، وأجازه الشيخ علي محمد الضباع شيخ القراء في مصر عن طريق شيخه المنجد مكاتبةً، وقد أشار عليه شيخه عبد الله المنجد أن يقرئ الطلبة، فبدأ بالإقراء في بيته بعربيل، فكان مرجعاً لأهلها والقرى المجاورة لها في الغوطة. ثم تسلم الإمامة مع الخطابة في جامع القرية بعد وفاة خاله.

## تعليمه للقراءات
كان عالم عامل دؤوب على قراءة القرآن وتحفيظه، وقد بلغ في قرية عربيل عدد حفظة القرآن الكريم في زمنه أكثر من ثمانين حافظاً وذاع صيت الشيخ عبدالقادر قويدر في المدن السورية فقصده الطلاب من كل حدب وصوب وأخذوا عنه القراءات. وقد كتب بخط يده على هوامش آخر الجزء الأول من كتاب بدائع البرهان أسماءالذين أجازهم.
(وقد نقلهم الحافظ وأباظة في كتابهما تاريخ علماء دمشق في القرن الرابع عشر جميعاً عند ترجمة عبد القادر قويدر).

## شيوخه
ومن شيوخه:
1. والدته وأخته الكبيرة.
2. توفيق البابا.
3. عبد الله المنجد.
4. علي محمد الضباع.

## تلامذته
ومن تلامذته الذين قرؤوا عليه ختمة بالقراءات العشر من طريق الطيبة:
1. محمد ياسين جويجاتي الدمشقي.
2. محمد نجيب آلا خياطة الحلبي.
3. فوزي بن علي المنير الدمشقي.
4. محمد بشير الشلاح الخوصي.
5. شعبان بن علي.
6. عبد العزيز عيون السود.
7. حسن حسن دمشقية البيروتي.
8. حسين رضا خطاب الدمشقي.
9. كريِّم سعيد راجح الدمشقي.

ومن الذين قروؤا عليه ختمة برواية حفص عن عاصم من الطيبة:
1. أبو منير محمد السيد إسماعيل العربيني.

## مؤلفاته
من مؤلفاته:
1. المختصر في علم التجويد.

## وفاته
توفي عبد القادر قويدر في عربيل (عربين) مساء الخميس 15 رمضان 1369هـ الموافق 30 يونيو (حَزِيران) 1950م، عن واحد وخمسين عامًا. ودُفن بتربتها، وحضر جنازته جمعٌ من العلماء والوجهاء، ورثاه الشيخان حسين خطاب، وصالح فرفور.

### بيانات المراجع الكاملة
- إلياس بن أحمد حسين بن سليمان البرماوي (2007). إمتاع الفضلاء بتراجم القراء في ما بعد القرن الثامن الهجري (ط. 2). المدينة المنورة: مكتبة دار الزمان. ج. 3. ص. 194-196. ISBN:978-9960-9757-3-3. OCLC:4770472151. QID:Q115013929.
- محمد مطيع الحافظ؛ نزار أباظة (2016)، تاريخ علماء دمشق في القرن الرابع عشر الهجري (ط. 2 مزيدة ومنقحة)، ج. 2، ص. 762-766، QID:Q115004523

## وصلات خارجية
- ترجمة الشيخ عبد القادر قويدر العربيلي الشافعي